# Commodores
 (juin 2020).
Si vous disposez d'ouvrages ou d'articles de référence ou si vous connaissez des sites web de qualité traitant du thème abordé ici, merci de compléter l'article en donnant les références utiles à sa vérifiabilité et en les liant à la section « Notes et références ».
Commodores un groupe américain de funk et soul, originaire de Tuskegee, en Alabama. Il est l'un des groupes américains les plus représentatifs du genre dans les années 1970 et 1980. Jusqu'à son départ en 1983, Lionel Richie est le chanteur du groupe. Le groupe est surtout connu par ses ballades comme Easy et Three Times a Lady (en), même si la majorité de ses titres s'approchent davantage du funk et du disco, comme Brick House, Say Yeah, Fancy Dancer et Too Hot Ta Trot.

## Histoire
Les Commodores se forment à l'Université de Tuskegee, en Alabama, en 1968 et signent leur premier contrat avec Motown en 1972, ce qui leur vaudra d'assurer la première partie de la tournée européenne des Jackson Five.
Au début de leur carrière, le batteur Walter Orange est également le chanteur principal. Il poussera Lionel Richie, qui joue du saxophone à l'époque, à chanter avec lui. Les deux voix se marient à merveille. Richie chante de plus en plus au fur et à mesure du succès des chansons qu'il interprète.  Lionel Richie quitte le groupe en 1983 et entame une carrière en solo. Les Commodores recrutent alors J.D. Nicholas en 1984 pour remplacer leur leader. D'autres membres quittent le groupe : McClary en 1982, LaPread en 1986 et Williams en 1989. En perdant ses artistes originaux, le groupe perd progressivement son inspiration, évoluant vers une musique plus commerciale. Hormis le tube Nightshift (un hommage à Marvin Gaye et aux artistes disparus de Motown), qui obtient un Grammy Award en 1986, les Commodores n'ont jamais réussi à retrouver le succès de la période où Richie était la voix du groupe, en duo avec Walter Orange. 
En 1986, les Commodores quittent Motown pour Polydor. Ils sortent plusieurs albums dont la plupart sont des compilations de chansons précédentes. Ils ré-enregistrent plusieurs de leurs anciens tubes et publié un album live.
En 2010, une nouvelle version de Nightshift est enregistrée, dédiée à Michael Jackson. Les Commodores étaient en tournée européenne et se produisaient à la Wembley Arena, à Londres, le 25 juin 2009, lorsqu'ils quittent la scène après qu'on leur a annoncé la mort de Michael Jackson. Le groupe pense d'abord à une blague. Cependant, de retour dans leurs loges, ils reçoivent la confirmation et s'effondrent en larmes. Le lendemain soir, au NIA Arena de Birmingham, J.D. Nicholas ajoute le nom de Jackson aux paroles de la chanson, et depuis lors, les Commodores mentionnent Jackson et d'autres chanteurs RnB décédés. C'est ainsi que naît l'idée, à l'occasion du premier anniversaire du décès de Jackson, de réenregistrer, avec de nouvelles paroles, la chanson à succès Nightshift en guise d'hommage. 

## Membres

### Premiers membres
- Walter Orange – batterie, chant.
- Lionel Richie – chant, saxophone, piano
- Thomas McClary – guitare
- Milan Williams (1948-2006) – claviers
- William King – trompette
- Ronald La Pread – basse

## Discographie

### Albums studio
- 1974 : Machine Gun
- 1975 : Caught in the Act
- 1975 : Movin' On
- 1975 : Hot on the Tracks
- 1977 : Commodores
- 1978 : Natural High
- 1979 : Midnight Magic
- 1980 : Heroes
- 1981 : In the Pocket
- 1983 : Commodores 13
- 1985 : Nightshift
- 1986 : United
- 1988 : Rock Solid
- 1992 : Commodores Christmas
- 1993 : No Tricks

### Albums live et compilations
- 1977 : The Commodores Live!
- 1997 : Ultimate Collection
- 2001 : Anthology

### Principales chansons
- 1977 : Brick House
- 1977 : Easy
- 1978 : Three Times a Lady (en)
- 1979 : Still (en)
- 1985 : Nightshift